# Archie Mountbatten-Windsor
Archie Harrison Mountbatten-Windsor (n. 6 mai 2019, Greater London, Anglia, Regatul Unit) este primul copil al Prințului Harry, Duce de Sussex și al lui Meghan, Ducesă de Sussex. El este al șaselea în linia de succesiune la tronul Britanic.

## Naștere

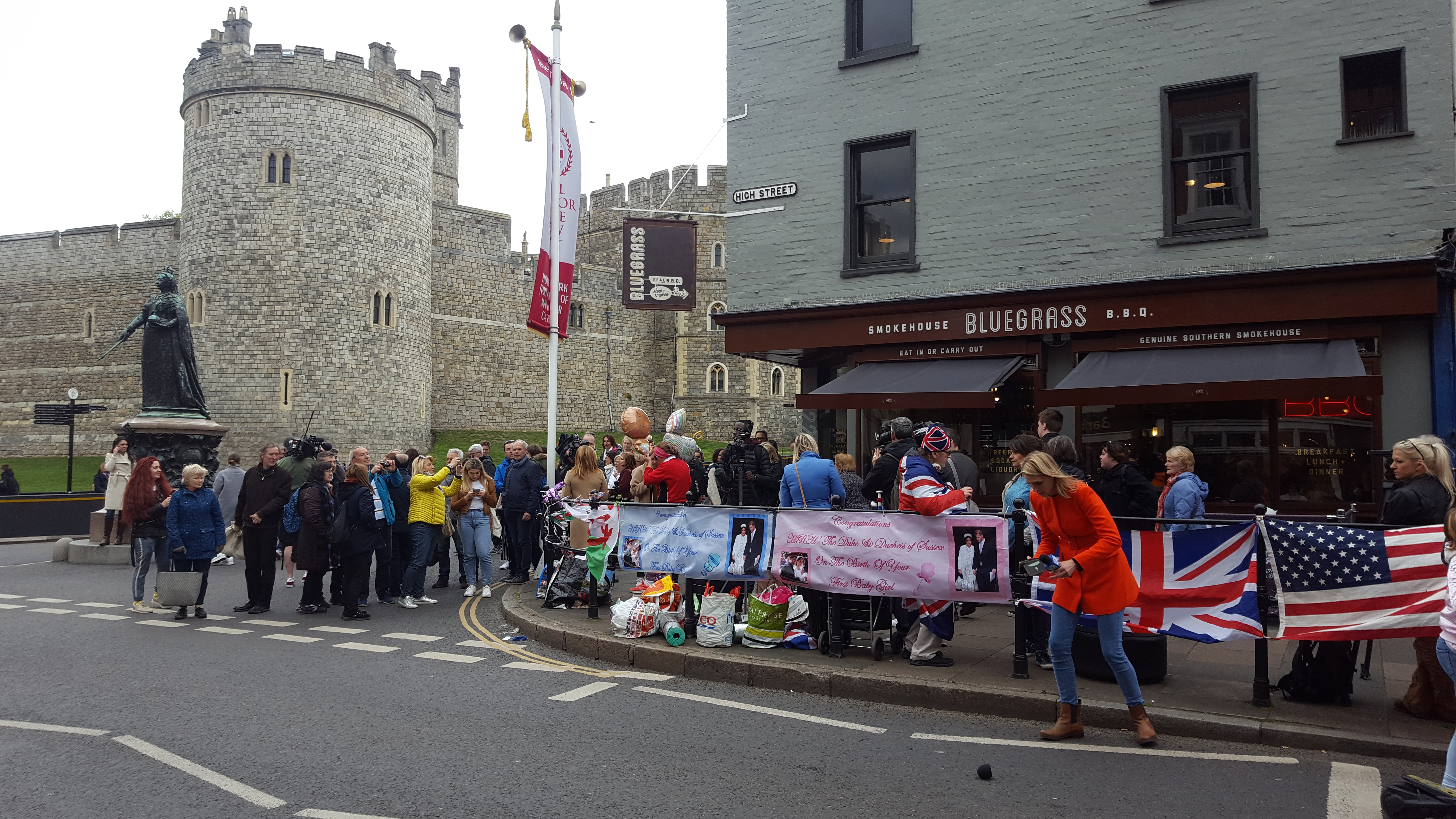
Mulțimea și jurnaliștii în apropiere de Castelul Windsor, la nașterea copilului Ducelui și Ducesei de Sussex

Archie s-a născut la 05:26 BST (07:26 ora României) pe 6 mai 2019. Tatăl a descris nașterea ca „un pic după termen”. Locul nașterii nu a fost dezvăluit. Mass-media speculează că s-a născut ori la Frogmore Cottage, casa cuplului, ori la un spital din Londra. Numele copilului nu a fost anunțat la naștere. Mai multe monumente au fost iluminate în diferite culori pentru a marca nașterea, inclusiv cascada Niagara, Turnul CN și Roata din Londra. El a fost prezentat pentru prima dată publicului în timpul interviului acordat de părinții săi interviu presei la Castelul Windsor, la două zile după nașterea sa.
Mountbatten-Windsor este urmaș al familiei regale Britanice și al familiei Spencer din partea tatălui său și al „unui băiat de serviciu dintr-un hotel din Cleveland, un lucrător într-o spălătorie din Chattanooga și un barman din Atlanta” din partea mamei sale. El este primul copil pe jumătate american și primul copil multirasial din istoria monarhiei britanice, iar nașterea sa a fost așteptată de multe persoane britanice negre. Copilul este cetățean atât al Regatului Unit, cât și al Statelor Unite ale Americii.

## Titlu și succesiune
Strănepot al Reginei Elisabeta a II-a și nepot al Regelui Charles al III-lea, Archie este al șaselea în linia de succesiune la tronul britanic, după tatăl său. El este, de asemenea, moștenitorul aparent al titlului tatălui său, ducele din Sussex.
Ducele de Sussex este precedat în linia de succesiune la tron de tatăl său (Prințul de Wales), fratele lui (Ducele de Cambridge) și cei trei copii ai fratelui său. Deoarece Harry este fiul cel mic al Prințului de Wales, fiul său nu este în mod automat un prinț al Regatului Unit sau Alteță Regală. Este de așteptat ca acesta să fie stilat „precum copiii oricărui alt duce”. Prin urmare, cel mai probabil Archie va fi cunoscut sub numele de Conte de Dumbarton, cu dreptul de a folosi unul dintre titlurile secundare ale tatălui său ca titlu de curtoazie. Dacă bunicul lui va deveni rege, el va avea dreptul la stilul „Alteță Regală”.